# Снежана Спасић
Снежана Спасић (Пирот, 24. новембар 1969 — Ниш, 21. јул 2020) била је извођач српске и балканске традиционалне музике, као и поп, рок и џез музике.

## Биографија
Своју богату музичку каријеру започела је у родном Пироту, а потом наставила у Нишу. 
После десетогодишњег искуства члана и солисте Академског хора Универзитета у Нишу, самостално започиње истраживање и певање традиционалних песама са простора Балкана. Поред интересовања за духовну и световну музику, наступала је и са џез и поп саставима. У току вишегодишњег истраживања и певања, дошла је до свог аутентичног музичког израза који се разликује од традиционалног схватања народне музике. 
Радила је са Сањом Илићем и Балкаником, браћом Теофиловић, групом "Хазари", Ненадом Милосављевићем и групом Галија, Влатком Стефановским и другима. Самостално или са музичком групом Naissa наступала је на концертима и фестивалима у Немачкој, Холандији, Аустрији, Словачкој, Мађарској, Шпанији, Ирској, Турској, Бугарској, Македонији, Грчкој, Словенији, БИХ и Црној Гори. На фестивалу етно-музике у Солуну 1998. године представљала је Југославију. Као вокални солиста учествовала је у реализацији диска са музиком из филма Зона Замфирова (2002). Снимала је за национални радио и ТВ програм од 1997. године. Као вокални солиста или са рупом Naissa у Србији је одржала више стотина самосталних концерата или музичких програма на фестивалима или манифестацијама. У Нишу, Пироту и градовима југоисточне Србије последњих година сваког лета држала је бесплатне школе певања за талентоване младе певаче.
Била је супруга нишког књижевника Горана Станковића.

## Снимци
Снимила је мултмедијални CD традиционалне музике „Бела вила“ (2004), мултимедијални CD „Капија Истока - Капија Запада“ (2006), CD традиционалне музике „Звуци Понишавља“ (2008). Снимила је музику за дугометражне документарно-игране филмове: „Бела вила“ (2001), „Још само трен“ (2006) и „Битка на Чегру“ (2006) и више позоришних представа. Гостовала као вокал на CD издањима: "Београдско пролеће 95" (ПГП РТС), "Химна љубави" Димитриса Папапостолуа (Ria classic, Грчка, 1999), "Књига пророка Еноха" ("Хазари", 2000), “Капија Истока, капија Запада” (ЦЕСИД и Агенција СТРИНГ, 2001), "Зона Замфирова" (ПГП РТС и Dream Company, 2002), „Etnocom“ (Панчево, 2008).
- Снежана Спасић и група NAISSA, песме са XXIV Нишвил џез фестивала 2007, ДВД видео, Градина бр. 104/2023.